# Mount Uniacke
Mount Uniacke är ett samhälle i Hants County i Nova Scotia i Kanada. Det ligger ungefär 40 km väster om Halifax. 2011 bodde ungefär 3 500 personer i samhället. Mount Uniacke är musikern Buck 65:s hemort.